# غومبريني
بلدية غومبريني (بالإسبانية: Gombreny) هي بلدية تقع في مقاطعة جرندة التابعة لمنطقة كتالونيا شمال شرق إسبانيا.

## الديموغرافيا
بلغ عدد سكان بلدية غومبريني 209 نسمة عام 2011 (وفقاً للمعهد الوطني الإسباني للإحصاء).
| 241 | 237 | 232 | 229 | 229 | 232 | 209 |